# Grønlands Landsret
Grønlands Landsret — (grønlandsk: Kalaallit Nunaanni Eqqartuussisuuneqarfik) er en domstol beliggende i Nuuk, Grønlands hovedstad. Domstolen blev oprettet ved lov nr. 271 af 14. juni 1951 om rettens pleje i Grønland som trådte i kraft d. 1. december 1951.
Domstolen består af en landsdommer. I sager der har været behandlet ved Retten i Grønland som første instans skal der deltage tre dommere. I disse sager tiltrædes landsdommeren ved Grønlands Landsret af to landsdommere fra Østre eller Vestre Landsret. 
Siden 1. januar 2010 har udelukkende funktion af appelinstans for de, dengang 18 og siden 2013, 4 kredsretter og Retten i Grønland (grønlandsk: Kalaallit Nunaanni Eqqartuussivik). Landsrettens afgørelser kan med procesbevillingsnævnets tilladelse indbringes for Højesteret.
Indtil den nye retsplejelov for Grønland trådte i kraft i 2010 behandlede Grønlands Landsret en række sager i 1. instans. Sager der var afgjort af Grønlands Landsret som første instans kunne frit indbringes for Østre Landsret som anden instans. Ved reformen blev disse sager overført til den nyoprettede Retten i Grønland som Grønlands Landsret blev appeldomstol for. 